# Liste der Kulturgüter in Stalden
Die Liste der Kulturgüter in Stalden enthält alle Objekte in der Gemeinde Stalden im Kanton Wallis, die gemäss der Haager Konvention zum Schutz von Kulturgut bei bewaffneten Konflikten, dem Bundesgesetz vom 20. Juni 2014 über den Schutz der Kulturgüter bei bewaffneten Konflikten sowie der Verordnung vom 29. Oktober 2014 über den Schutz der Kulturgüter bei bewaffneten Konflikten unter Schutz stehen.
Objekte der Kategorien A und B sind vollständig in der Liste enthalten, Objekte der Kategorie C fehlen zurzeit (Stand: 1. Januar 2023).

## Kulturgüter
| Foto |                                                                                       | Objekt                                                         | Kat. | Typ | Standort                               | Beschreibung |
| ---- | ------------------------------------------------------------------------------------- | -------------------------------------------------------------- | ---- | --- | -------------------------------------- | ------------ |
| BW   | Datei hochladen · Wikidata zu Kinbrücke über die Mattervispa mit Bildstock (Q3433320) | Kinbrücke über die Mattervispa mit Bildstock KGS-Nr.: 07086    | A    | G   | Chinegga 633370 / 119884               |              |
| BW   | Datei hochladen · Wikidata zu Embdaturm (Q29928478)                                   | Embdaturm KGS-Nr.: 07088                                       | B    | G   | Hofen 13 633257 / 120327               |              |
| ja   | Datei hochladen · Wikidata zu Kapelle und Brücke zer Niwu Briggu (Q29928479)          | Kapelle und Brücke zur Niwu Briggu (Ritibrigga) KGS-Nr.: 07089 | B    | G   | Neubrück, Talstrasse 2 633840 / 122363 |              |
| BW   | Datei hochladen · Wikidata zu Kirche St. Michael (Q29928481)                          | Kirche St. Michael KGS-Nr.: 07090                              | B    | G   | Kirchweg 13 633382 / 120417            |              |
| ja   | Datei hochladen · Wikidata zu Merjenbrücke (Q29928484)                                | Merjenbrücke (Merjubrigga) KGS-Nr.: 07092                      | B    | G   | 632779 / 119594                        |              |
| BW   | Datei hochladen · Wikidata zu Burgerhaus (Q132762700)                                 | Burgerhaus KGS-Nr.: 17429                                      | B    | G   | Biel 6 633367 / 120262                 |              |